# خليل محمد عيسى

غلاف كتاب "مذكرات أبو ابراهيم الكبير"

وهو خليل محمد عيسى عجاك الملقب بأبي إبراهيم الكبير، ثائر فلسطيني وأحد قادة الثورة الفلسطينية الكبرى 1936-1939. كان عضوًا قياديًا في عصبة الشيخ عز الدين القسام وشارك في ثورته عام 1933 وساهم في نشر وتفجير الثورة الفلسطينية عام 1936 بعد استشهاد القسام. وُلد في مدينة حيفا، ويعود أصله لقرية المزرعة الشرقية قضاء رام الله والتي كانت مركز (كرسي) قرى منطقة بني مرة في العهد العثماني، ثم عمل فلاحًا في قرية شفاعمرو قضاء حيفا وبائعًا للصوف وأكياس الخيش والحبوب في حيفا، وانخرط في العمل الثوري ضد الاستعمار الصهيوني والبريطاني لفلسطين واُعتقل ولوحق جرّاء ذلك. كُنيّ «بأبو إبراهيم الكبير» لتمييزه عن رفيق دربه القساميّ «أبو إبراهيم الصغير» (توفيق إبراهيم قنانبة) من قرية اندور في مرج بن عامر قضاء الناصرة. بعد حرب النكبة عام 1948 غادر إلى دمشق ثم عمّان حيث عمل مدّةً بائعًا على عربة متجوّلة، وهناك أمضى سنواته الأخيرة فقيرًا حتى توفيّ عام 1979 عن عمر يناهز الثمانين عامًا.
عُرف بالنزاهة والعصامية وبدرجة عالية من الحكمة وبُعد النظر مما جنّبه الوقوع بعدد من الأخطاء التي وقع بها قادةٌ آخرون من قادة الثورة الفلسطينية، خصوصًا في موضوعيّ جني المال لصالح الثورة والتعامل مع المشبوه بهم في العمالة والتعاون مع الإنجليز.

## نشأته
نشأ خليل عيسى أو أبو إبراهيم الكبير مثل أي فلسطيني بسيط في أسرة فلاحية تنحدر من قرية المزرعة الشرقية، وُلد في أواخر القرن التاسع عشر في مدينة حيفا، حيث ارتحل أبوه إليها للعمل مع أسرته، ثم انتقلت العائلة وهو في سن السادسة من عمره إلى قرية شفاعمرو قضاء حيفا للعمل في الزراعة والفلاحة هناك. في سن الخامسة عشر وجد أبو إبراهيم الكبير وهو في ريعان شبابه مضطرًا للعمل لإعالة أسرته نظرًا لوفاة والده وسجن أخيه بسبب حادث دهس عام 1914، وبقي على هذا الحال حتى خرج أخوه من السجن مع انتهاء الحرب العالمية الأولى عام 1918.
وكان من عام 1920 عادت العائلة إلى حيفا وعمل أبو إبراهيم الكبير هناك موظفًا في مكتب البريد، ثم فتح حانوتًا لبيع أكياس الخيش والصوف والحبوب. في حيفا، وتحديدًا عام 1927 تعرف على الشيخ المجاهد عز الدين القسام، وأصبح من المترددين المواظبين على حضور حلقاته ودروسه في مسجد الاستقلال، أُعجب وتأثر شديد التأثر به. وفي العام التالي عام 1928م بدأ كلاهما في إنشاء تنظيم ثوريٍّ مسلّح في عصبة من عدد من الرجال لمقاومة الاستيطان الصهيوني في فلسطين والسلطات البريطانية الموالية له. ألحّ على الشيخ عز الدين القسام بضرورة تدريب أفراد التنظيم على حمل السلاح واستعماله.

## بداية العمل الثوريّ المسلّح
اشترى أبو إبراهيم هو ورفيق له أول بندقيتين في تاريخ العمل الفلسطيني المسلّح المنظّم من قرية جيّوس قضاء قلقيلية، وقد ألحّ أبو إبراهيم الكبير على الشيخ عز الدين القسام بضرورة تدريب أفراد التنظيم على حمل السلاح واستعماله، وساهم هو نفسه في إحضار محمد أبو العيون الذي تولّى في نهاية جلسات الدعوة بنفسه مهمة تدريب المقاومين الموجودين على البندقية الوحيدة المتوفرة آن ذاك.
اتهمته سلطات الانتداب البريطاني بمناهضتها إلّا أنها لم تجد أي دليل عليه لتُثبت التهمة، إذ شارك في تخطيط وتنفيذ 25 عملية العمليات العسكرية ضد المعسكرات الإنجليزية والمستوطنين الصهاينة دون أن تكتشف الشرطة الإنجليزية المُدبّر من وراء هذه العمليات. من هذه العمليات:
1. عملية قطار الحمّة
2. عملية مقتل مستوطنين في سيارة خضار
3. الهجوم عام 1931على مستعمرة نهلال الكائنة في مرج ابن عامر
4. عملية نهلال الثانية بتاريخ 22 كانون أوّل عام 1932 على أثرها اعتقل أبو إبراهيم الكبير مع المجاهدين مصطفى علي الاحمد وزوجته واحمد الغلاييني واحمد التوبة وإبراهيم الحاج خليل. وبعد توقيفهم تسعة أشهر حكم على مصطفى الاحمد بالإعدام. ونفذ الحكم فيه، وعلى احمد الغلايني بالإعدام أيضا ثم خفف إلى السجن خمسة عشر عامًا، وبرئت ساحة أبى إبراهيم الكبير وبقية المجاهدين في أوائل 1935.

قُبيل خروج القسّام من حيفا وإعلانه الجهاد، جرى حوار بينه وبين أبو إبراهيم الكبير مفاده، أن القسام يريد الخروج وإعلان الثورة  بـ15 بندقية و15 مشطًا من الرصاص و15 رجلًا، فيما كان يرفض أبو إبراهيم الخروج بهذا الشكل لأنهم بحاجة لعدة وعتاد ومال من أجل الثورة ويرى أن عليهم التريّث إلى حين استكمال الظروف لإعلان الثورة المسلّحة ضد الانتداب الإنجليزي والاستعمار الصهيوني. رحل القسام عن حيفا لأن عملاء سلطات الاستعمار الإنجليزي كانت تتبعه ولم يشاركه أبو إبراهيم بعد اعلانها الجهاد في 14 تشرين ثاني عام 1935 وهو وعدد من رفاق القسّام نظرًا لخروجهم مؤخرًا من السجن ومراقبتهم المستمرة من قِبل الإنجليز وعملائهم. وتم الاتفاق مع القائد فرحان السعدي على إقامته في بلدة النورس.

### خلافه مع القسام
اختلف أبو إبراهيم الكبير مع عز الدين القسام في النظرة إلى العملاء والمتعاونين فقد كان يميل إلى مقاومتهم وردعهم بقوة إلّا أن القسام كان يميل إلى الهدوء والنصيحة والتوعية في التعامل معهم، وربما كان القسام أبعد نظرًا في وجهة نظره هذه لأن ملاحقة العملاء في ثورة عام 1936م تسببت بمشاكل كثيرة، وأدت لانقسامات كانت أحد أسباب هزيمة الثورة. كما ان أبو إبراهيم الكبير مال إلى استهداف المستوطنات بينما كان القسام يخطط لهجوم كبير ضد الإنجليز في حيفا، وبحيث تحرر المدينة لمدة ثلاثة أيام ثم ينسحب منها، وذلك حتى ترفع المعنويات وتشجع الناس على السير في طريق العمل المسلح. عارض خليل العيسى هذه الخطة لأنه رأى إن إمكانيات مجموعة القسام غير كافية للقيام بها.

## دوره في قيادة ثورة عام 1936م
عقب استشهاد القسام في تشرين الثاني عام 1935 وتشييع جثمانه من حيفا إلى قرية بلد الشيخ، فجّر أبو إبراهيم الكبير برفقة القساميّ القائد فرحان السعدي والقسّاميّ القائد يوسف أبو درة بعد اجتماعهم في قرية اليامون، وقساميون آخرون الثورة الفلسطينية الكبرى عام 1936، وقد انتموا إلى عدد من الفصائل التي نشطت في مناطق مختلفة من فلسطين ونظّموها، أمّا أبو إبراهيم الكبير فتولّى قيادة منطقة شمال فلسطين وقاد عددًا من الفصائل، منها فصيل عُرف باسم «الدراويش» وهي تسمية كانت تطلق في ذلك الوقت على المتدينين عمومًا، وليس على المتصوفين فقط كما هو الحال اليوم، وعمل هذا الفصيل في منطقة حيفا خلال الثورة.
يُنسب لأبي إبراهيم الكبير المشاركة باغتيال اثنين من كبار عملاء الإنجليز وهما: حليم بسطة وأحمد نايف، وكانا يعملان في شرطة الاحتلال البريطاني، ومتهمان بالمشاركة في الإرشاد عن القسام ورفاقه ومحاصرته وقتله على يد الجيش البريطاني.
توقفت الثورة مؤقتا لانتظار نتائج لجنة بيل، بتاريخ 12 تشرين الأول عام 1936، وفي عام 1937 اندلعت الثورة مجددا على إثر قرارات لجنة بيل بتقسيم فلسطين. في فترة توقف الثورة سنة 1937م التقى أبو إبراهيم بالمفتي محمد أمين الحسيني في بلدة قرنايل اللبنانية، وأشار عليه بضرورة استمرار الثورة وعودة قادة الثورة إلى ارض فلسطين وبقائهم فيها لان بُعدهم عنها سيقضي على الثورة ويذهب تضحياتها عبثًا، فعاد أبو إبراهيم إلى أرض المعركة واستأنف المقاومة، ورفض وقف نقل السلاح إلى فلسطين عبر شرقي نهر الأردن.
كان يوقّع أبو إبراهيم الكبير بياناته وبلاغاته باسم (المتوكل على الله أبو إبراهيم)، وقد رصدت القوات البريطيانية مكآفأة 500 جنيه فلسطيني لمن يرشدها إليه.
بعد انتهاء الثورة عام 1939 وبدء الحرب العالمية الثانية غادر المناضل أبو إبراهيم الكبير فلسطين إلى دمشق، إلّا أنه نظرًا لتحالف بريطانيا مع فرنسا في الحرب العالمية الثانية عانى أبو إبراهيم الكبير للملاحقات والمضايقات من السلطات هناك أُسوة برفاقه من الثوار والمناضلين. أمّا في العراق شارك أبو إبراهيم الكبير في ثورة الجيش ّ العراقي ضد البريطانيين، التي قامت في أيار عام 1941 بزعامة رشيد عالي الكيلاني، وبمشاركة فعالة من المفتي الحاج أمين الحسيني ومن معه من الفلسطينيين. ومع فشل الثورة لجأ أبو إبراهيم الكبير إلى حلب في سورية وشتورة في لبنان، ثم إلى اليونان ثم ّ توجه إلى ألمانيا، فتدرب مع الجيش األلماني، وقاتل في الجبهة الروسية، ومع هزيمة ألمانيا عاد إلى لبنان ثمّ إلى سورية، وبقي هناك إلى أن صدر قرار تقسيم فلسطين سنة 1947.

## مشاركته في حرب عام 1948م
مع إعلان قرار تقسيم فلسطين، عاد أبو إبراهيم الكبير إلى ميدان معركته بعد أن كسب الخبرة العسكرية في الحرب في أوروبا. انخرط في صفوف جيش الإنقاذ وقاد مجموعة تحت إمرة أديب الشيشكلي، ونشأ بينهما نزاع بسبب ما ارتآه أبو إبراهيم الكبير تقصيرًا وتهاونًا من الشيشكلي، في الهجوم على مستعمرة جدين في 12 كانون ثاني 1948، وأيضًا في التخاذل عن القتال، عدم الالتزام بالخطط، والاستهانة بقوات الصهاينة والقيام بإعمال مخالفة للدين للانضباط العسكري مثل إقامة حفلة لشرب الخمر في معسكرات التدريب اشترك فيها الشيشكلي وكبار معاونيه.
بعد حرب النكبة لجأ إلى دمشق ثم إلى عمّان حيث قضى أيّامه الأخيرة هناك عن عمر يناهز الثمانين عامًا.
سار ابنه صلاح على دربه وشارك في الثورة الفلسطينية لاحقًا.

## أغنية «أبو إبراهيم ودّع عزّ الدين»
ذُكر أبو إبراهيم الكبير في الشعر والأغنية الفلسطينية مناضلًا ورفيقًا للشيخ الشهيد عز الدين القسّام وتم تخليد حدث استشهاد القسام ونضال أبو إبراهيم الكبير معه في أغنية «أبو إبراهيم ودّع عز الدين»، من تأليف الشاعر احمد دحبور، تلحين الموسيقار الفلسطيني حسين نازك وغنّتها فرقة العاشقين
مطلعها:
أبو إبراهيم ودع عز الدين... دمه عربي وقلبه فلسطيني